# 봉양역
봉양역(Bongyang station, 鳳陽驛)은 충청북도 제천시 봉양읍에 위치한 중앙선과 충북선의 철도역이다.
1990년대에 기존 역사를 철거 후 신축한 후 2016년 12월 3일까지 무궁화호 상행열차 4회, 하행열차 3회가 정차하였으나, 정차하던 열차의 대부분이 충북선 계통으로 중앙선 계통의 열차는 1왕복에 불과했고 봉양읍이 인구 9천여 명에 불과한 소읍(小邑)이기 때문에 여객 이용은 많지 않았다. 2016년 12월 9일부터 여객 취급이 중지되었으나, 2021년 1월 5일에 서원주 - 제천 복선 전철화 공사의 완료가 되어 여객 영업이 재개되었다. 열차는
상행과 하행 각각 5회씩 정차한다. 또한 봉양역과 제천역 사이에 제천조차장이 있어 시멘트 운송 등으로 인해 봉양역의 화물열차 운행 수요는 많은 편이다. 역 앞에는 일본식 2층 건물이 있다. 충북선은 이 역부터 조치원역까지 모두 지상 구간이다.

## 역사
- 1941년 7월 1일 : 중앙선 개통과 함께 보통역으로 영업 개시[1]
- 1944년 4월 30일 : 구 역사 준공
- 1958년 12월 31일 : 충북선 연장과 함께 종착역, 분기역으로 지정
- 1991년 1월 10일 : 소화물 취급 중지[2]
- 1998년 10월 15일 : 현재 역사 준공
- 2005년 9월 30일 : 화물 취급 중지
- 2016년 6월 1일 : 무배치간이역 격하
- 2016년 12월 9일 : 여객 영업 중지
- 2021년 1월 5일 : 여객 영업 재개
- 2021년 2월 5일 : 차내 취급역으로 개편
- 2022년 11월 5일 : ITX-새마을 정차 개시

## 승강장
| ↑원주(중앙선)/↑삼탄(충북선) |
| \| 2                        |
| 제천(충북선, 중앙선)↓       |

| 1 | 중앙선, 충북선 | ITX-새마을 무궁화호 | 조치원 · 청량리 방면    |
| 2 | 중앙선, 충북선 | ITX-새마을 무궁화호 | 제천 · 안동 · 부전 방면 |

## 사진

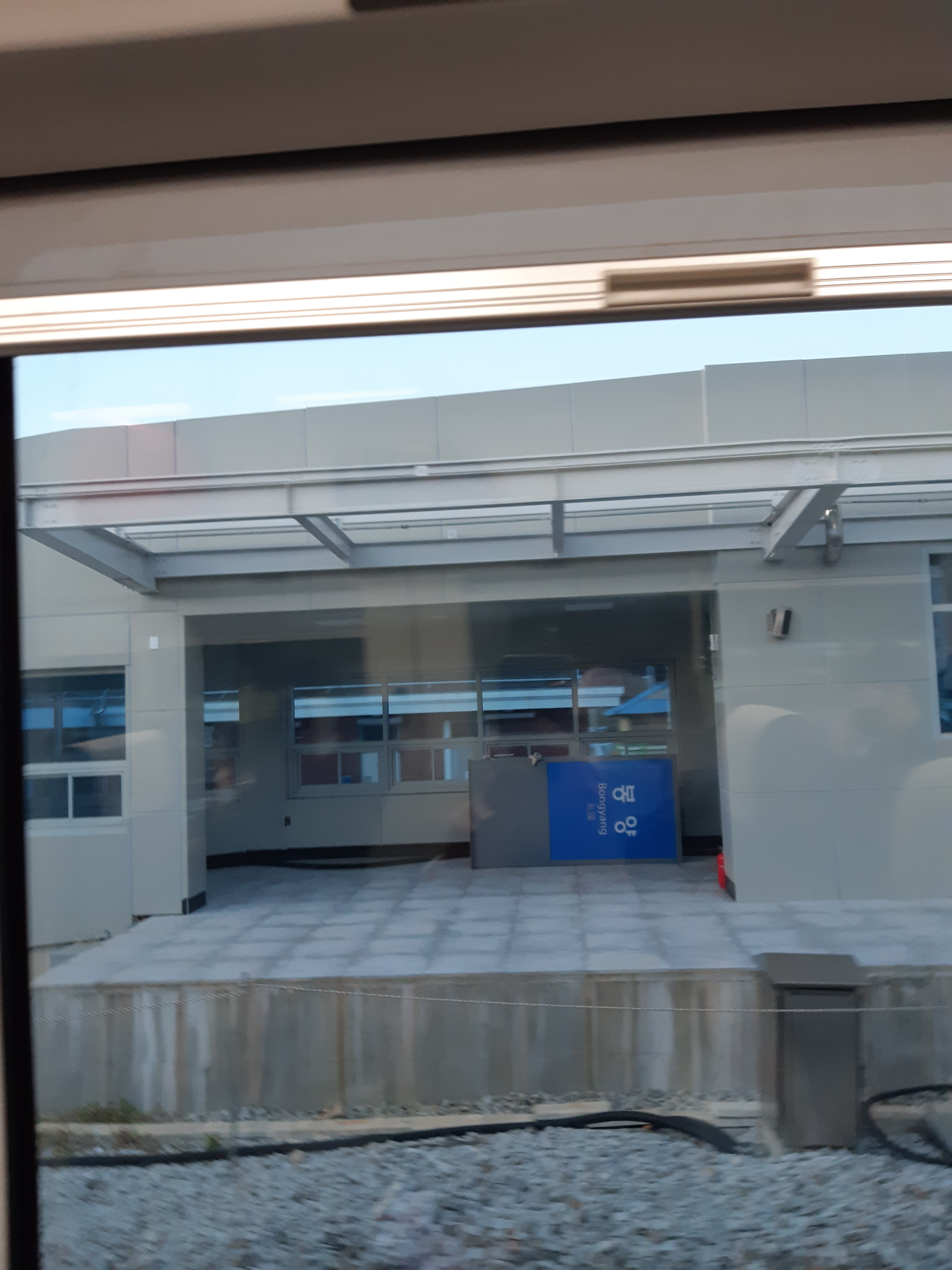
승강장2

## 인접한 역
| 중앙선           | 중앙선            | 중앙선         |
| ---------------- | ----------------- | -------------- |
| 원주 청량리 방면 | ITX-새마을 중앙선 | 제천 안동 방면 |
| 충북선           |                   |                |
| 삼탄 대전 방면   | 무궁화 충북선     | 제천 방면      |